# Dimorphinoctua cunhaensis
Dimorphinoctua cunhaensis é um lepidóptero da família Noctuidae, que habita no arquipélago de Tristão da Cunha.

## Descrição
A D. cunhaensis tem asas muito pequenas e não voa.